# Varsány
Varsány là một thị trấn thuộc hạt Nógrád, Hungary. Thị trấn này có diện tích 25,58 km², dân số năm 2010 là 1685 người, mật độ 66 người/km².